# Oteșani
Oteșani is een gemeente in Vâlcea. Oteșani ligt in de regio Oltenië, in het zuiden van Roemenië.
Steden met gemeentestatus: Râmnicu Vâlcea · Drăgășani

Steden zonder gemeentestatus: Băbeni · Bălcești · Băile Govora · Băile Olănești · Berbești · Brezoi · Călimănești · Horezu · Ocnele Mari

Gemeenten: Alunu · Amărăști · Bărbătești · Berislăvești · Boișoara · Budești · Bujoreni · Bunești · Câineni · Cernișoara · Copăceni · Costești · Crețeni · Dăești · Dănicei · Diculești · Drăgoești · Fârtățești · Făurești · Frâncești · Galicea · Ghioroiu · Glăvile · Golești · Grădiștea · Gușoeni · Ionești · Lăcusteni · Lădești · Laloșu · Lăpușata · Livezi · Lungești · Măciuca · Mădulari · Malaia · Măldărești · Mateești · Mihăești · Milcoiu · Mitrofani · Muereasca · Nicolae Bălcescu · Olanu · Orlești · Oteșani · Păușești · Păușești-Măglași · Perișani · Pesceana · Pietrari · Popești · Prundeni · Racovița (Vâlcea) · Roești · Roșiile · Runcu · Sălătrucel · Scundu · Sinești · Șirineasa · Slătioara · Stănești · Ștefănești · Stoenești · Stoilești · Stroești · Șușani · Sutești · Tetoiu · Titești · Tomșani · Vaideeni · Valea Mare · Vlădești · Voicești · Zătreni